# Заплата
Заплатата е парично възнаграждение на работещия от работодател за вече извършен труд и работа. Заплатата се уговаря между работещия и работодателя при встъпване в трудово правоотношение, тоест при постъпване на работа и сключване на трудов договор . Трудовият договор уговаря и периодичността на изплащането на заплатата, като това най-често е в началото на всеки текущ месец .
Заплатата е основно възнаграждение за работещия, като към нея могат да се добавят и други, допълнителни стимули за работещия като бонуси под формата на ваучери за храна и друг вид покупки, частно здравно осигуряване, допълнително към задължителните здравни осигуровки, изплащани от работодателя, и други.
В политическата икономия работната заплата е цена на стоката работна сила, в бизнес икономиката това е стойността по човешките ресурси за изпълняване на бизнес операции. Изплащането на заплати на работещите се гарантира от българското законодателство .